# Frederick Winslow Taylor
Frederick Winslow Taylor (Filadèlfia, Pennsilvània, 20 de març de 1856 - ibídem, 21 de març de 1915) fou un enginyer estatunidenc que realitzà diverses contribucions a diverses branques relacionades amb l'organització de la producció. A més, fou jugador professional de tennis, guanyant el primer campionat de dobles al Campionat Nacional dels EUA del 1881, precursor de l'U.S. Open amb Clarence Clark.
S'inicia al món de la indústria exercint de tècnic en mecànica i operari, formant-se després com a enginyer mecànic estudiant per les nits fins que es va graduar a 1883.
Es poden trobar contribucions seues a l'àmbit de la selecció i motivació del personal, planificació i control i als seus estudis d'operacions, aprofundint en cronometratge industrial i estudis de moviments.

## Contribucions al món de l'empresa
Taylor és considerat el pare de l'organització científica del treball, anomenada també taylorisme, amb investigacions i desenvolupaments orientats a redissenyar les tasques dels operaris, reduint-les fins al punt al qual l'operari rebia unes instruccions sistemàtiques i adequades, possibilitant un augment de la qualitat i de la productivitat. Amb aquest enfocament s'aconsegueix una major especialització de l'operari que es trobaria en el marc d'una cadena de muntatge.
La idea de cadenes de muntatge mecanitzades va servir per donar peu a la fàbrica de Ford de Detroit el 1904, permetent augmentar la productivitat per cada hora de treball amb l'ús d'un grup de persones i mitjans de producció que permetien la mecanització i especialització dels muntatges.
Fou un catalitzador per al món de la direcció d'empreses, ajudant a convèncer els directius a implantar amb contundència els seus mètodes, que es fonamentaven en l'estudi científic de la producció. Algunes de les idees que tractà d'introduir foren:
- Plantejament científic dels processos, estudis de temps i de moviments, amb l'ús de cronòmetres, gràfics, etc., tractant de millorar qualsevol procés establert.
- Participació en l'àrea de personal: Sistemes d'incentius i millores per als treballadors productius. Es basava en les idees de donar una remuneració adient a la productivitat del treballador o de la planta.
- Control dels temps en execució, establint els temps predeterminats en els cicles de cada tasca i estenent la pràctica del cronometratge industrial per tal de controlar pels directius i pels mateixos operaris les ineficiències a les tasques.

## Torneigs de Grand Slam

### Dobles: 1 (1−0)
| Resultat  | Núm. | Any  | Torneig                     | Parella        | Oponents                                   | Marcador      |
| --------- | ---- | ---- | --------------------------- | -------------- | ------------------------------------------ | ------------- |
| Guanyador | 1.   | 1881 | U.S. National Championships | Clarence Clark | Alexander Van Renssalaer Arthur E. Newbold | 6−5, 6−4, 6−5 |

## Publicacions
Taylor va publicar molts articles i monografies, un exemple dels més importants:
- 1894. Notes on Belting
- 1895. A Piece-rate System
- 1896. The adjustment of wages to efficiency; three papers .... New York, For the American economic association by the Macmillan company; London, S. Sonnenschein & co..
- 1903. Shop management; a paper read before the American society of mechanical engineers. New York.
- 1906. On the art of cutting metals, by Mr. F. W. Taylor; an address made at the opening of the annual meeting in New York, December 1906. New York, The American society of mechanical engineers.
- 1911. Principles of Scientific Management. New York and London, Harper & brothers. (ISBN 0486299880)
- 1911. Shop management, by Frederick Winslow Taylor ... with an introduction by Henry R. Towne .... New York, London, Harper & Brothers.
- 1911. A treatise on concrete, plain and reinforced: materials, construction, and design of concrete and reinforced concrete. (2d ed). New York, J. Wiley & sons.
- 1912. Concrete costs. New York, J. Wiley & sons.